# Oxyopes travancoricola
Oxyopes travancoricola là một loài nhện trong họ Oxyopidae.
Loài này thuộc chi Oxyopes. Oxyopes travancoricola được Embrik Strand miêu tả năm 1912.